# Gervans
Gervans est une commune française située dans le département de la Drôme, en région Auvergne-Rhône-Alpes.

## Géographie

### Situation et description
Gervans est situé à 5 km au nord de Tain-l'Hermitage.

### Hydrographie
Le territoire communal est longé dans sa partie occidentale par le Rhône.

### Climat
Pour des articles plus généraux, voir Climat d'Auvergne-Rhône-Alpes et Climat de la Drôme.
En 2010, le climat de la commune est de type climat méditerranéen altéré, selon une étude du Centre national de la recherche scientifique s'appuyant sur une série de données couvrant la période 1971-2000. En 2020, Météo-France publie une typologie des climats de la France métropolitaine dans laquelle la commune est dans une zone de transition entre le climat de montagne et le climat méditerranéen et est dans la région climatique  Moyenne vallée du Rhône, caractérisée par un bon ensoleillement en été (fraction d’insolation > 60 %), une forte amplitude thermique annuelle (4 à 20 °C), un air sec en toutes saisons, orageux en été, des vents forts (mistral), une pluviométrie élevée en automne (250 à 300 mm). 
Pour la période 1971-2000, la température annuelle moyenne est de 12,5 °C, avec une amplitude thermique annuelle de 17,9 °C. Le cumul annuel moyen de précipitations est de 901 mm, avec 7,3 jours de précipitations en janvier et 5,4 jours en juillet. Pour la période 1991-2020, la température moyenne annuelle observée sur la station météorologique installée sur la commune est de 14,3 °C et le cumul annuel moyen de précipitations est de 826,8 mm,. Pour l'avenir, les paramètres climatiques de la commune estimés pour 2050 selon différents scénarios d'émission de gaz à effet de serre sont consultables sur un site dédié publié par Météo-France en novembre 2022.
| Mois                                  | jan.          | fév.           | mars          | avril         | mai           | juin          | jui.          | août          | sep.         | oct.          | nov.          | déc.           | année      |
| ------------------------------------- | ------------- | -------------- | ------------- | ------------- | ------------- | ------------- | ------------- | ------------- | ------------ | ------------- | ------------- | -------------- | ---------- |
| Température minimale moyenne (°C)     | 2             | 1,6            | 4,5           | 7,7           | 10,9          | 14,6          | 16,4          | 16,1          | 12,8         | 9,8           | 5,9           | 2,7            | 8,8        |
| Température moyenne (°C)              | 5,4           | 6              | 10,1          | 13,9          | 17            | 21,3          | 23,7          | 23,5          | 19,5         | 14,8          | 9,7           | 6,2            | 14,3       |
| Température maximale moyenne (°C)     | 8,7           | 10,3           | 15,8          | 20,1          | 23,2          | 28,1          | 31            | 30,9          | 26,3         | 19,9          | 13,5          | 9,6            | 19,8       |
| Record de froid (°C) date du record   | −7,3 20.01.17 | −11,2 05.02.12 | −5,1 16.03.13 | −0,9 01.04.13 | 2,8 07.05.19  | 7,8 13.06.19  | 9,9 14.07.16  | 9,3 27.08.18  | 3,5 27.09.10 | −1,8 30.10.12 | −4,5 28.11.13 | −10,2 20.12.09 | −11,2 2012 |
| Record de chaleur (°C) date du record | 19,3 10.01.15 | 22,5 24.02.20  | 27,2 31.03.21 | 30,4 21.04.18 | 34,7 24.05.09 | 40,3 27.06.19 | 41,2 24.07.19 | 40,7 08.08.20 | 36 16.09.19  | 30,6 02.10.11 | 23,6 07.11.13 | 19,6 17.12.19  | 41,2 2019  |
| Précipitations (mm)                   | 54,9          | 43,5           | 50,1          | 62,6          | 82,9          | 64            | 62,4          | 47,3          | 66,9         | 120,9         | 119,3         | 52             | 826,8      |

### Voies de communication et transports
Le territoire communal est traversé par la route nationale 7 (RN7), selon un axe nord-sud.

## Urbanisme

### Typologie
Au 1er janvier 2024, Gervans est catégorisée bourg rural, selon la nouvelle grille communale de densité à 7 niveaux définie par l'Insee en 2022.
Elle est située hors unité urbaine. Par ailleurs la commune fait partie de l'aire d'attraction de Valence, dont elle est une commune de la couronne,. Cette aire, qui regroupe 71 communes, est catégorisée dans les aires de 200 000 à moins de 700 000 habitants,.

### Occupation des sols
L'occupation des sols de la commune, telle qu'elle ressort de la base de données européenne d’occupation biophysique des sols Corine Land Cover (CLC), est marquée par l'importance des forêts et milieux semi-naturels (35 % en 2018), une proportion sensiblement équivalente à celle de 1990 (35,8 %). La répartition détaillée en 2018 est la suivante : 
forêts (32,9 %), cultures permanentes (30,9 %), eaux continentales (18,1 %), zones urbanisées (10,9 %), zones industrielles ou commerciales et réseaux de communication (4,3 %), milieux à végétation arbustive et/ou herbacée (2,1 %), zones agricoles hétérogènes (0,8 %). L'évolution de l’occupation des sols de la commune et de ses infrastructures peut être observée sur les différentes représentations cartographiques du territoire : la carte de Cassini (XVIIIe siècle), la carte d'état-major (1820-1866) et les cartes ou photos aériennes de l'IGN pour la période actuelle (1950 à aujourd'hui).

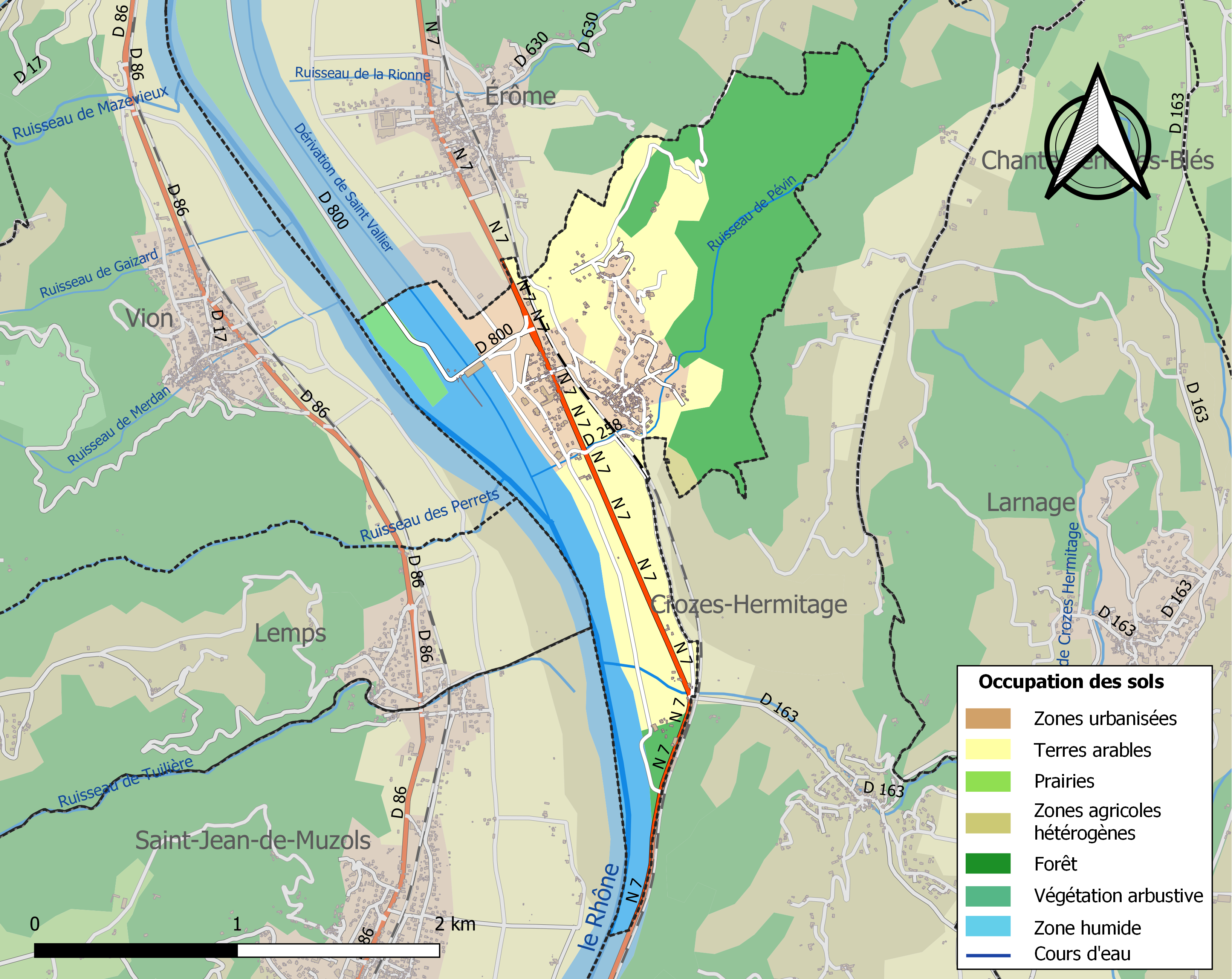
Carte des infrastructures et de l'occupation des sols de la commune en 2018 (CLC).

## Toponymie

### Attestations
Dictionnaire topographique du département de la Drôme :
- 909 : Villa que dicitur Gervanciaco (cartulaire de Romans, 77).
- 909 : mention de l'église Saint-Cyrice : Ecclesia Sancti Cirici de Gervanciaco (cartulaire de Romans, 77).
- 1323 : Girvant (de Gallier : Essai sur Clérieu, 72).
- 1521 : mention de la paroisse : Ecclesia Hocasinae Murae et Gervand (pouillé de Vienne).
- 1705 : Gervand (dénombr. du royaume).
- XVIIIe siècle : Gervant (carte de Cassini).
- 1891 : Gervans, village et paroisse de la commune d'Érôme (voir ce nom).

## Histoire
Pour un article plus général, voir Histoire de la Drôme.

### Antiquité: les Gallo-romains
Découverte d'un vase en cuivre avec monnaies (IIIe siècle et IVe siècle).

### Du Moyen Âge à la Révolution
La seigneurie :
- Fief des Bressieu.
- 1329 : passe (par mariage) aux Claveyson.

Avant 1790, Gervans était une paroisse de la communauté de Serves et du diocèse de Vienne, dont l'église était sous le vocable de Saint-Cyrice, et dont les dîmes, données à l'abbaye de Romans en 909, appartenaient ensuite au prieur de Notre-Dame-de-la-Mure, qui présentait à la cure (voir Saint-Antoine).

### De la Révolution à nos jours
En 1790, le village fait partie de la commune d'Érôme (voir ce nom).
En 1948, Gervans devient une commune distincte du canton de Tain.

## Politique et administration

### Liste des maires
| Période                                  | Période                    | Identité            | Étiquette | Qualité |
| ---------------------------------------- | -------------------------- | ------------------- | --------- | ------- |
| Les données manquantes sont à compléter. |                            |                     |           |         |
| mars 2001                                | mars 2008                  | Jean-Claude Delhome |           |         |
| mars 2008                                | mars 2014                  | Monique Fayolle     |           |         |
| mars 2014                                | En cours (au 12 mars 2015) | Pascal Claudel      |           | Employé |

## Population et société

### Démographie
L'évolution du nombre d'habitants est connue à travers les recensements de la population effectués dans la commune depuis 1954. Pour les communes de moins de 10 000 habitants, une enquête de recensement portant sur toute la population est réalisée tous les cinq ans, les populations de référence des années intermédiaires étant quant à elles estimées par interpolation ou extrapolation. Pour la commune, le premier recensement exhaustif entrant dans le cadre du nouveau dispositif a été réalisé en 2007.

En 2022, la commune comptait 545 habitants, en évolution de −2,68 % par rapport à 2016 (Drôme : +2,64 %, France hors Mayotte : +2,11 %).
| 1954 | 1962 | 1968 | 1975 | 1982 | 1990 | 1999 | 2006 | 2007 |
| ---- | ---- | ---- | ---- | ---- | ---- | ---- | ---- | ---- |
| 282  | 278  | 267  | 272  | 313  | 339  | 434  | 511  | 524  |

| 2012 | 2017 | 2022 | - | - | - | - | - | - |
| ---- | ---- | ---- | - | - | - | - | - | - |
| 565  | 554  | 545  | - | - | - | - | - | - |

### Enseignement
La commune est rattachée à l'académie de Grenoble.

### Cultes
La communauté catholique et l'église de Gervans (propriété de la commune) dépendent de la paroisse Saint Vincent de l'Hermitage.

## Économie
En 1992 : céréales, fruits, vignes (vins AOC Crozes-Hermitage et Côtes-du-Rhône), porcins.

### La châtaigne

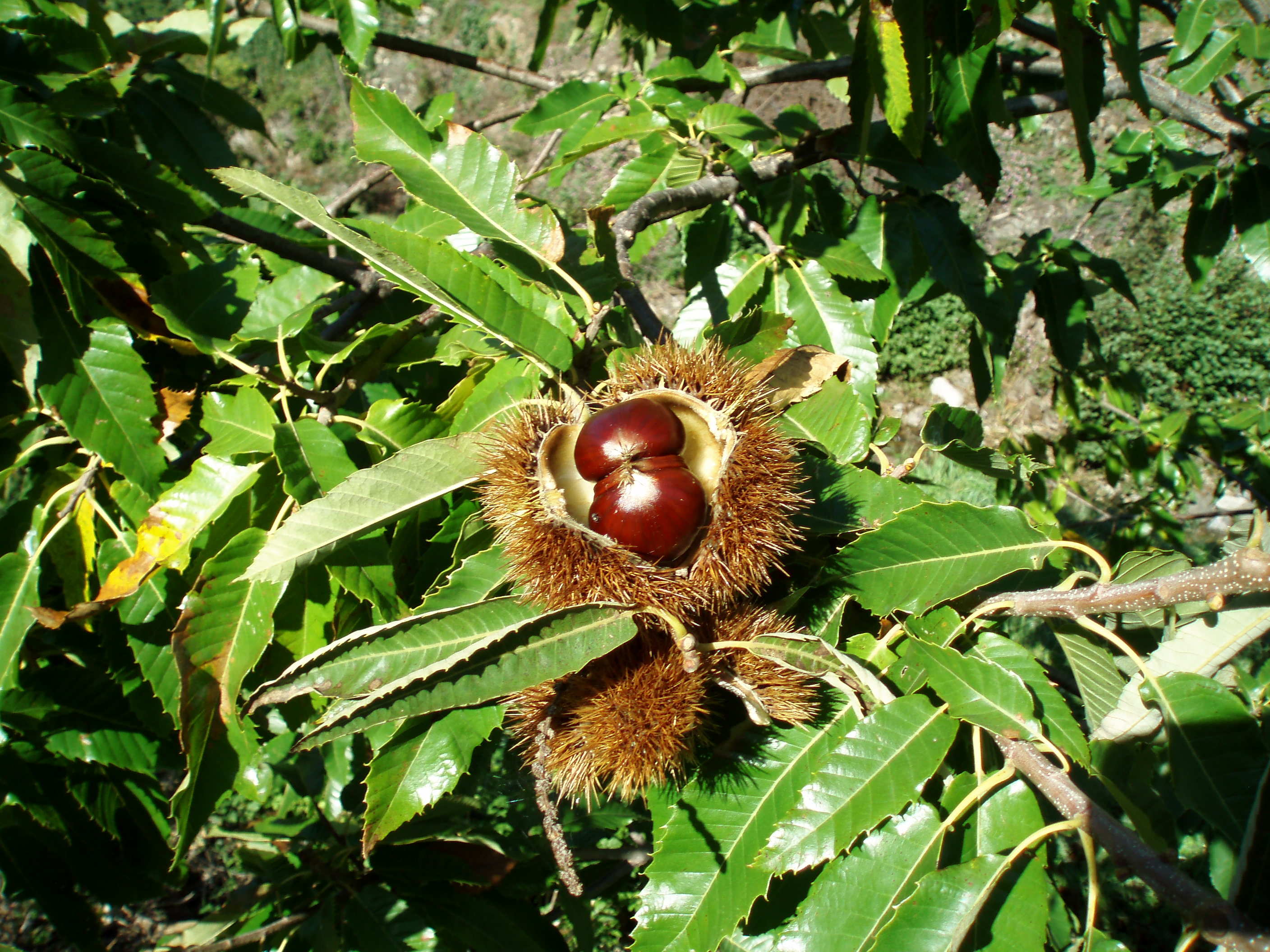
Châtaignes.

La châtaigne d'Ardèche est protégée par une AOC depuis le 30 juin 2006. Cette AOC concerne la châtaigne fraîche et sèche, les brises de châtaignes sèches, la farine, la purée et les châtaignes entières épluchées. Son terroir couvre 108 communes de l'Ardèche, 7 du Gard et 2 de la Drôme : Gervans et Tain-l'Hermitage.

### Industrie
Usine hydro-électrique.

### Artisanat
Céramique d'art.

## Culture locale et patrimoine

### Lieux et monuments

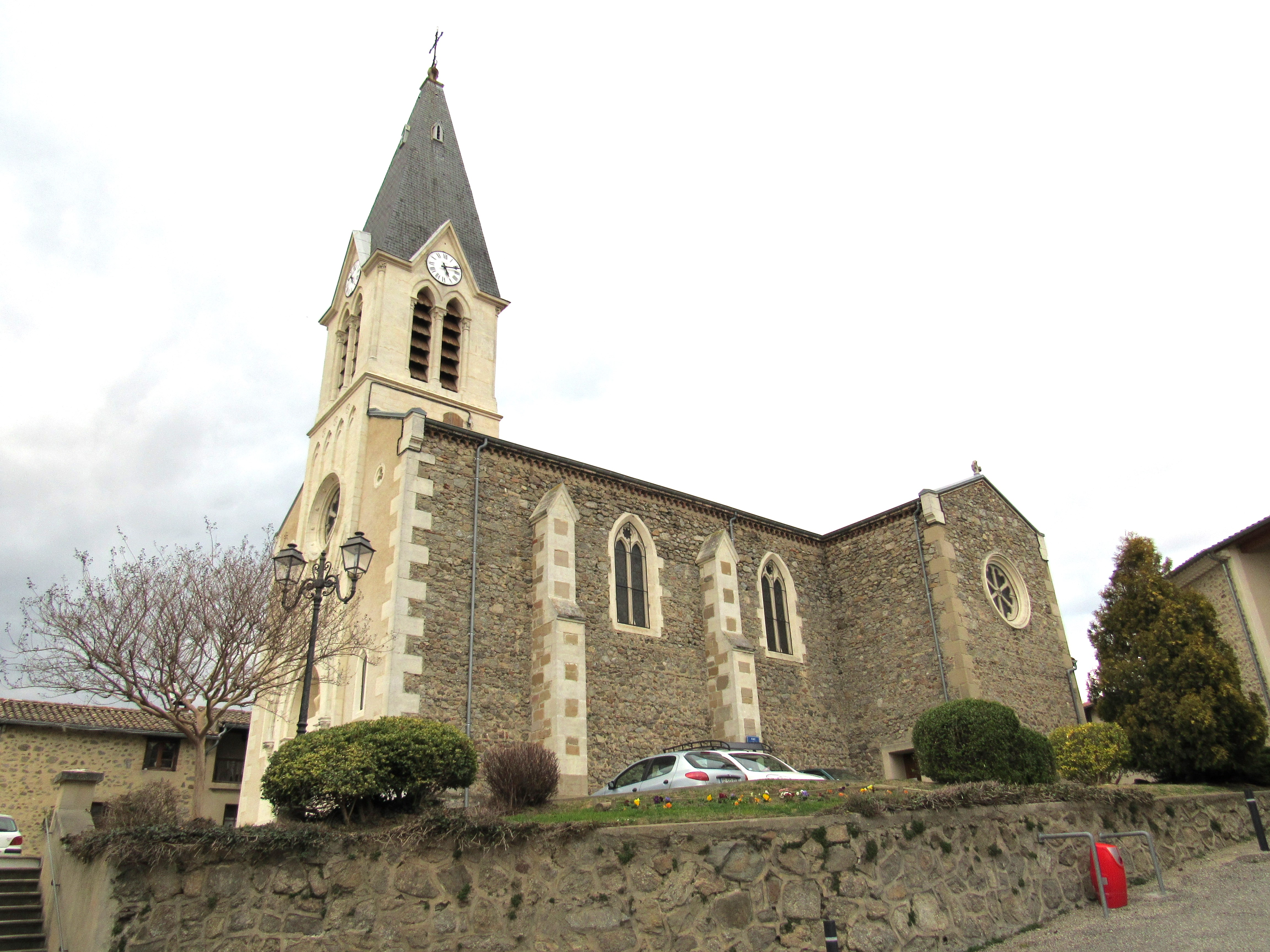
Église de Gervans 2.jpg

- Église Saint-Sébastien de Gervans du XIXe siècle[12].
- Écluse pour bateau hors gabarit[réf. nécessaire].

### Patrimoine culturel
- Musée de la canne[12].

### Patrimoine naturel
- Rives du Rhône[12].
- Vue des coteaux[12].

### Héraldique, logotype et devise
| Blason à dessiner | Blason  | Écartelé haussé en sautoir: au 1er d'or au mont de trois coupeaux de sinople, mouvant d'une champagne fascée ondée d'argent et d'azur, chaque coupeau chargé d'une perle d'argent, aux 2e et 3e de gueules à la grappe de raisin tigée et feuillée d'or, au 4e d'or au dauphin d'azur, langué, crêté, barbé, oreillé et lorré de gueules, allumé d'argent; au chevron d'azur brochant sur le tout chargé de deux fleurs de lis d'or, chacune accompagnée en flanc de trois perles d'argent, 2 et 1; sur le tout, de gueules au vaisseau contourné d'or, pavillonné en poupe d'azur semé de fleurs de lis d'or, les sabords du champ, les voiles ferlées d'argent, voguant sur une mer fascée ondée d'argent et d'azur de huit pièces, ladite mer chargée en pointe d'une île de trois coupeaux, brochante et mouvant de la troisième onde d'azur, l'écu surmonté d'une couronne fleurdelisée au naturel. Devise« Mon pays est le ciel. Mon aventure est la terre. Mon œuvre est la vie. » |
| Blason à dessiner | Détails | Adopté le 5 juin 2013. |